# Oakland Raiders 1967
La stagione 1967 degli Oakland Raiders è stata l'ottava della franchigia nell'American Football League. Sotto la direzione del capo-allenatore al secondo anno John Rauch, i Raiders ebbero un bilancio di 13–1 (un record AFL), vincendo il loro primo titolo della Western Division. Uno dei punti di forza della squadra fu il nuovo arrivo, il quarterback Daryle Lamonica, che permise di sfruttare il gioco sui passaggi. A questi si aggiunsero altri acquisti come Gene Upshaw, Willie Brown e George Blanda. Tutti e tre sarebbero stati introdotti nella Hall of Fame.
I Raiders batterono gli Houston Oilers nella finale del campionato AFL 1967. La vittoria gli permise di disputare il Super Bowl II, dove furono sconfitti nettamente dai Green Bay Packers campioni NFL. 
La stagione 1967 fu un punto di svolta per l'organizzazione. Tra il 1967 e il 1985, la squadra avrebbe vinto 12 titoli di division e 3 Super Bowl.

## Scelte nel Draft 1967
| Scelte dei Raiders nel Draft 1967 |                   |           |       |                        |
| Giro                              | Scelta            | Giocatore | Ruolo | College                |
| 1                                 | Gene Upshaw       | 17        | G     | Texas A&M-Kingsville   |
| 3                                 | Bill Fairband     | 75        | LB    | Colorado               |
| 4                                 | James Roy Jackson | 96        | E     | Oklahoma               |
| 5                                 | Gerald Warfield   | 124       | HB    | Mississippi            |
| 5                                 | Mike Hibler       | 131       | LB    | Stanford               |
| 6                                 | Rick Egloff       | 155       | QB    | Wyoming                |
| 7                                 | Ron Lewellen      | 176       | DT    | Tenn-Martin            |
| 8                                 | Estes Banks       | 188       | RB    | Colorado               |
| 9                                 | Mark De Villing   | 228       | LB    | Muskingum              |
| 10                                | Richard Sligh     | 253       | DT    | North Carolina Central |
| 11                                | Duane Benson      | 280       | LB    | Hamline                |
| 12                                | Bob Kruse         | 306       | G     | Colorado St.           |
| 13                                | Len Kleinpeter    | 332       | E     | Louisiana              |
| 14                                | Casey Boyett      | 363       | E     | BYU                    |
| 15                                | Ben Woodson       | 384       | HB    | Utah                   |
| 16                                | Don Bruce         | 409       | G     | Virginia Tech          |
| 17                                | Mike Cullin       | 436       | DE    | Slippery Rock          |

## Titolari
| Titolari |                 |     |    |                                            |
| Ruolo    | Giocatore       | Età | PT | Statistiche                                |
|          | Attacco         |     |    |                                            |
| QB       | Daryle Lamonica | 26  | 14 | 220 for 425, 3,228 yard, 30 td, 20 int     |
| HB       | Clem Daniels    | 30  | 9  | 130 corse per 575 yard, 4 td               |
| FB       | Hewritt Dixon   | 27  | 11 | 153 corse per 559 yard, 5 td               |
| FL       | Rod Sherman     | 23  | 4  | 5 ricezioni per 61 yard, 0 td              |
| SE       | Bill Miller     | 27  | 12 | 38 ricezioni per 537 yard, 6 td            |
| TE       | Billy Cannon    | 30  | 14 | 32 ricezioni per 629 yard, 10 td           |
| LT       | Bob Svihus      | 24  | 14 |                                            |
| LG       | Gene Upshaw     | 22  | 14 | 1 fumble recuperato                        |
| C        | Jim Otto        | 29  | 14 |                                            |
| RG       | Wayne Hawkins   | 29  | 14 | 2 fumble recuperati                        |
| RT       | Harry Schuh     | 25  | 14 |                                            |
|          | Difesa          |     |    |                                            |
| LDE      | Ike Lassiter    | 27  | 13 |                                            |
| LDT      | Dan Birdwell    | 27  | 14 |                                            |
| RDT      | Tom Keating     | 25  | 14 |                                            |
| RDE      | Ben Davidson    | 27  | 14 |                                            |
| LLB      | Bill Laskey     | 24  | 13 | 0 intercetti, 3 fumble recuperati          |
| MLB      | Dan Conners     | 26  | 14 | 3 intercecetti, 4 fumble recuperati        |
| RLB      | Gus Otto        | 24  | 14 | 1 intercetto, 3 fumble recuperati          |
| LCB      | Kent McCloughan | 27  | 14 | 2 intercetti, 0 fumble recuperati          |
| RCB      | Willie Brown    | 27  | 12 | 7 intercecetti, 2 fumble recuperati        |
| LS       | Howie Williams  | 31  | 11 | 4 intercetti, 0 fumble recuperati          |
| RS       | Rodger Bird     | 24  | 13 | 1 intercetto, 0 fumble recuperati          |
|          | Special team    |     |    |                                            |
| K        | George Blanda   | 40  |    | 20 su 30 field goal & 56 su 57 extra point |
| P        | Mike Eischeid   | 27  |    | 76 punt a 44.3 di media, 1 bloccato        |
| PR       | Rodger Bird     | 24  | 13 | 46 ritorni a 13.3 di media e 0 td          |
| KR       | Dave Grayson    | 28  | 4  | 19 ritorni a 21.3 average e 0 td           |

## Calendario
| Stagione regolare |                       |           |        |
| Turno             | Avversario            | Risultato | Record |
| 1                 | Denver Broncos        | V 51–0    | 1-0    |
| 2                 | Boston Patriots       | V 35–7    | 2-0    |
| 3                 | Kansas City Chiefs    | V 23–21   | 3-0    |
| 4                 | at New York Jets      | S 14–27   | 3-1    |
| 5                 | at Buffalo Bills      | V 24–20   | 4-1    |
| 6                 | at Boston Patriots    | V 48–14   | 5-1    |
| 7                 | San Diego Chargers    | V 51–10   | 6-1    |
| 8                 | at Denver Broncos     | V 21–17   | 7-1    |
| 9                 | Miami Dolphins        | V 31–17   | 8-1    |
| 10                | at Kansas City Chiefs | V 44–22   | 9-1    |
| 11                | at San Diego Chargers | V 41–21   | 10-1   |
| 12                | at Houston Oilers     | V 19–7    | 11-1   |
| 13                | New York Jets         | V 38–29   | 12-1   |
| 14                | Buffalo Bills         | V 28–21   | 13-1   |

### Playoff
| Playoff          |                  |                   |           |
| Turno            | Data             | Avversario        | Risultato |
| AFL Championship | 31 dicembre 1967 | Houston Oilers    | V 40–7    |
| Super Bowl II    | 14 gennaio 1968  | Green Bay Packers | S 33–14   |

## Classifiche
| AFL Western Division |    |    |   |      |     |     |     |     |
|                      | V  | S  | P | %    | DIV | PF  | PS  | STR |
| Oakland Raiders      | 13 | 1  | 0 | .929 | 6–0 | 468 | 233 | V10 |
| Kansas City Chiefs   | 9  | 5  | 0 | .643 | 2–4 | 408 | 254 | V3  |
| San Diego Chargers   | 8  | 5  | 1 | .615 | 4–2 | 360 | 352 | S4  |
| Denver Broncos       | 3  | 11 | 0 | .214 | 0–6 | 256 | 409 | S1  |

Nota: I pareggi non venivano conteggiati ai fini della classifica fino al 1972.